# Pablo Molina (futbolista)
Pablo Molina (n. Biel/Bienne, Suiza, 7 de abril de 1986) es un futbolista suizo, nacionalizado español, que juega en la demarcación de portero para el FC Azzurri Bienne de la 2. Liga.

## Biografía
Se formó en las categorías inferiores del FC Biel-Bienne hasta que en 2005 se fue al FC Aurore Bienne con 19 años de edad. Un año después volvió al FC Biel-Bienne por un año, jugando tan solo un partido con el club. Fue en 2007, cuando fichó con el FC Grenchen, cuando explotó como futbolista, jugando durante dos temporadas y media, y jugando un total de 91 partidos con el club. Tras salir del club en el mercado de verano de 2009, quedó libre sin equipo hasta el mercado invernal, donde fichó por el FC Solothurn por tres temporadas, jugando 85 partidos. Finalmente en 2013 se unió de nuevo al FC Biel-Bienne, que compite en la Challenge League.

## Clubes
| Club              | País  | Año       | Partidos | Goles |
| ----------------- | ----- | --------- | -------- | ----- |
| FC Aurore Bienne  | Suiza | 2005-2006 |          | 0     |
| FC Biel-Bienne    | Suiza | 2006-2007 | 1        | 0     |
| FC Grenchen       | Suiza | 2007-2009 | 91       | 0     |
| FC Solothurn      | Suiza | 2009-2013 | 85       | 0     |
| FC Biel-Bienne    | Suiza | 2013-2016 | 16       | 0     |
| FC Grenchen       | Suiza | 2016-2017 | 1        | 0     |
| FC Aurore Bienne  | Suiza | 2017-2018 | 0        | 0     |
| FC Azzurri Bienne | Suiza | 2020-     |          | 0     |